# Янголи Лікі
Триматами або Янголами Лікі називають трьох дослідниць, Джейн Гудолл, Даяну Фоссі та Біруте Галдікас, обраних антропологом Луїсом Лікі для вивчення гомінідів у їх природному середовищі. Вони вивчали шимпанзе, горил та орангутанів відповідно.
Інтерес Луїса Лікі до етології приматів був викликаний його спробами відтворити спосіб життя проконсула, знайденого ним на острові Русінга. Під час розкопок у 1940-і роки вчений побачив подібність між середовищем, що реконструювалося з викопних решток, і середовищем проживання сучасних вищих приматів. Попри успіхи в дослідженні анатомії приматів, інтелекту шимпанзе, тогочасні дослідження традиційно виконувались у тісних звіринцях та лабораторіях. І не було наукових спостережень за антропоїдами в їх природному середовищі, що могли задовільнити інтерес Лікі та пролити світло на поведінку їх предкових форм.
Лікі намагався знайти спостерігачів з 1946 року. У 1956 році він відправив свою секретаку Розалі Осборн на гору Мухавура в Уганді для роботи з горилами, але вона протрималася всього чотири місяці і повернулася до Англії. Лікі роздумував уже виконати цю роботу самостійно, коли до нього звернулася повна ентузіазму Джейн Гудолл.
Для фінансування досліджень Гудолл у заповіднику Гомбе Лікі створив Центр досліджень приматів Тігоні, це сталося 1958 року. Йому вдалося залучити пожертви з кількох джерел, включаючи Національне географічне товариство та Фонд Вілкі (Wilkie Foundation). Після здобуття Кенією незалежності центр став Національним центром досліджень приматів і це нинішній Інститут досліджень приматів у Національному музеї Кенії, розташований у Найробі.
Дослідницький центр Тігоні допоміг забезпечити фінансування всіх трьох науковиць. Лікі називав їх "trimates". (Українська передача цього прізвиська як "тримати" недоцільна, бо подібність до слова "примати" витіснена на третій план іншими асоціаціями). Пізніше, під впливом популярного серіалу Янголи Чарлі, трійцю почали називати Янголами Лікі.
На момент смерті Лікі в 1972 році Джейн Гудолл і Даяна Фоссі значно просунулись у своїх довгострокових польових дослідженнях в Африці, тоді як Біруте Галдікас тільки розпочинала роботу в Індонезії. Четверта дослідниця, Тоні Джекман, була обрана для вивчення бонобо в Африці, але необхідне фінансування та дозволи не були їй забезпечені до смерті Лікі.